# Orthocerus
Orthocerus is een geslacht van kevers uit de familie somberkevers (Zopheridae).

## Soorten
Deze lijst is mogelijk niet compleet.
| - O. clavicornis - O. crassicornis - O. mutica |